# Rock ’n’ Roll (Computerspiel)
Rock ’n’ Roll ist ein Computerspiel, das 1989 vom deutschen Entwicklungsstudio Rainbow Arts für damals gängige Heimcomputer entwickelt wurde. Es handelt sich um eine Mischung aus Action- und Denkspiel.

## Spielprinzip und Technik
Rock ’n’ Roll ist ein actionorientiertes Puzzle-Spiel mit 32 Levels (plus ein geheimer Bonus-Level). Der Spieler kontrolliert einen Ball und lenkt ihn je nach Computersystem mit der Maus oder dem Joystick. Die Aufgabe des Spielers ist es, den Ausstieg auf jeder Ebene zu erreichen.
Zahlreiche Objekte helfen oder behindern den Weg des Spielers zum Ausgang. Dazu gehören verschlossene Türen, die er braucht, um einen Schlüssel zu finden oder Eis, das seine Lenkung beeinträchtigt, Ventilatoren, die ihn wegschieben, oder Magneten, welche ihn anziehen, sowie zerbröckelnde Bodenfliesen und andere Hindernisse. Eine Karte der Ebene ist im Spiel sichtbar, sie beginnt leer. Der Spieler kann auf der eingeblendeten Karte verschiedene Objekte erkennen, welcher er auf seinem Weg einsammeln muss. Er kann auch verschiedene Vorräte wie einen „Fastball“, einen „Spikeball“, Bomben und sogar Hinweise für Verstecke wie Extrageld, Extraleben und Abkürzungen kaufen.

## Produktionsnotizen
Die Idee zum Spiel sowie seine Programmierung stammen von Frank Prasse. Game-Designer war Martin Gaksch. Der Soundtrack für die Amiga-Version wurde von Chris Hülsbeck komponiert, für die Musik der C64-Version zeichnete Ramiro Vaca verantwortlich. Der Name Rock ’n’ Roll kommt aus dem Aspekt des Rolling des Balles auf der Ebene und den verschiedenen eingängigen Rock-’n’-Roll-inspirierten Melodien, die als Hintergrundmusik im Spiel integriert sind.
Das Spiel wurde für die folgenden Systeme veröffentlicht: Atari ST, Commodore 64, Commodore Amiga, MS-DOS, Schneider CPC und ZX Spectrum. Der Originalversion lag ein Poster im DIN-A-3-Format bei.

## Rezeption
Der Amiga Joker notierte eine „anspruchsvolle Aufmachung, faires Gameplay und eine gehörige Portion Knobeleien“, außerdem verfüge der Soundtrack über „fetzige Rock'n Roll Titel (sic)“.